# 국가산업융합지원센터
국가산업융합지원센터(國家産業融合支援센터, Korea National Industrial Convergence Center, KNICC)는 산업 및 기술간 창의적 융합을 통해 새로운 기술과 가치를 창출할 수 있도록 산업융합 시장 연구 및 산업융합 관련 사업 지원 등을 수행하는 단체이다.
한국생산기술연구원 융합기술연구소(경기도 안산시 상록구 항가울로 143) 내에 위치하고 있다.

## 설립 근거
- 산업융합촉진법 제26조 1항[1]

## 연혁
- 2011년 12월 20일 : 산업융합지원센터 지정
- 2012년 1월 30일 : 국가산업융합지원센터 개소
- 2012년 2월 1일 : 산업융합 공통정보 개발(’12-'17)
- 2012년 8월 16일 : 제1차(’13-’17) 산업융합 발전 기본계획 수립
- 2012년 11월 10일 : 산업융합 유공자 포상 (’12-현재, 매년)
- 2013년 2월 20일 : 산업융합 발전 실행계획 (’13-’17, 매년)
- 2013년 12월 4일 : 산업융합품목 및 선도기업 선정 (’13-현재, 매년)
- 2014년 1월 15일 : 산업융합 선도기업 협의회 출범
- 2014년 5월 1일 : 융합 메이커스 시범사업 추진 (’14-’15)
- 2014년 10월 10일 : 제1호 산업융합 신제품 적합성 인증
- 2015년 6월 26일 : 산업융합 신제품 적합성 인증 지원기관 지정 (산업부 고시 제2016-57호)
- 2015년 7월 1일 : 산업융합 규제대응 센터(TF) 신설
- 2015년 7월 6일 : 산업융합성 평가 자가진단 서비스 실시
- 2016년 2월 1일 : 국가산업융합지원센터 김민선 소장 취임
- 2016년 5월 31일 : ‘융합 신제품 적합성 인증 지원 협의회’ 발족
- 2016년 8월 26일 : 융합 신산업 분야 ‘융합 얼라이언스’ 협력 생태계 조성 추진 (’16~현재)
- 2017년 4월 1일 : 융합 신제품 적합성 인증기준 검증체계 구축 (’17-’20)
- 2017년 5월 1일 : 스마트 안전분야 실증 리빙랩 기반구축 (’17-’21, 안산시·화성시)
- 2018년 3월 5일 : 산업융합규제대응실 신설
- 2018년 10월 16일 : 산업융합 촉진법 개정(규제 샌드박스도입 등)
- 2019년 1월 15일 : 산업융합 촉진법시행령 개정 (산업융합지원센터 규제 샌드박스 지원기관 지정 등)
- 2019년 6월 26일 : 제2차 산업융합발전 기본계획 수립('19~'23)
- 2019년 12월 21일 : 스마트 안전 리빙랩 개소

## 주요업무
- 산업융합 시장의 조사ㆍ분석과 수집 정보의 이용
- 산업융합과 관련한 산업통상자원부 소관 연구개발사업에 대한 지원
- 산업융합과 관련된 창업 및 경영 지원과 그에 관한 정보의 수집ㆍ관리
- 산업융합의 활성화를 위하여 정부로부터 위탁받은 사업
- 산업융합을 통한 기업의 경쟁력 강화와 융합 신산업 발굴의 지원에 관한 사업
- 산업융합을 통한 중소기업자등의 신제품 개발과 융합 신산업 발굴에 필요한 전문인력의 지원
- 그 밖에 산업융합 신제품의 개발이나 융합 신산업의 추진을 위하여 필요한 사항으로서 대통령령으로 정하는 사업

## 조직

### 국가산업융합지원센터 소장

#### 산업융합정책실
- 정책기획팀

- 성과확산팀

#### 산업융합기반실
- 융합R&D팀

#### 산업융합규제실
- 규제대응팀
- 옴부즈만지원팀

## 같이 보기
- 대한민국 산업통상자원부